# Mr. Bruce
Mr. Bruce (Мистер Брюс; настоящее имя — Эльбру́с Джаханги́рович Черке́зов; 7 сентября 1968, Макеевка) — российский музыкант, бас-гитарист, гитарист, композитор, музыкальный продюсер, звукорежиссёр. Бас-гитарист групп Bad Balance, «Михей и Джуманджи», «Bad B. Альянс», «Йена», «Санкт-Петербург» и Lena Katina. Создатель и участник музыкального проекта «#МихейТрибьют».
В 1994 году Эльбрус Черкезов вошёл в состав рэп-группы Bad Balance в качестве бас-гитариста, а также принял участие в записи трёх альбомов: «Чисто про…» (1997), «Город джунглей» (1999) и «Каменный лес» (2001). В 1997 году вместе с «Михеем» создал группу «Михей и Джуманджи», с которой записал дебютный альбом «Сука любовь» (1999). В 1997 году принял участие в записи альбомов рок-групп «Сектор Газа» и «Лезвие».
В 1999 году вошёл в состав «Bad B. Альянса», в рамках которого принял активное участие в записи всех проектов Влада Валова: «ДеЦл», «Легальный бизне$$», «Шеff», «Белый шоколад», «AlkoFunk». Среди известных треков с гитарой Брюса — «Слёзы» (Мэd Dог и ДеЦл, 1999), «Вечеринка» (ДеЦл, 2000), «Пепси, пейджер, MTV» (ДеЦл, 2000), «Кровь, моя кровь» (ДеЦл, 2000), «Надежда на завтра» («Bad B. Альянс», 2000), «Мелодия души» («Легальный бизне$$», 2000), «Питер — я твой» (Шеff и Купер, 2000).
С 2002 года Mr. Bruce занимается саунд-продюсированием хип-хоп-исполнителей. Среди известных треков — «Бабы — последнее дело» (Мастер Шеff и Михаил Шуфутинский, 2003), «Классика (Я готов целовать песок)» (Мастер Шеff и Владимир Маркин, 2003), «Девочка в Пежо» («Ёлка», 2005), «Алина Кабаева» («Игра слов» и Ирина «Шмель» Минина, 2005), «На банане» («Игра слов» и Ирина «Шмель» Минина, 2006), «Я тобою любуюсь» («Игра слов», 2008), «Тапочки» (Евгения Васильева, 2014).
Mr. Bruce выпустил три сольных альбома: «Мир Джуманджи» (2004), «50\50» (2018) и «Funky House Style» (2021). В 2021 году создал музыкальный проект «#МихейТрибьют».

## Карьера
Эльбрус Черкезов родился 7 сентября 1968 года в посёлке Ханженково города Макеевка Донецкой области. Жил в одном доме с Сергеем «Михеем» Крутиковым. Свой псевдоним Эльбрус получил в детстве, когда занимался каратэ и фанател от Брюса Ли.
Mr. Bruce начал играть на бас-гитаре в 1984 году. Знакомый со двора привёл его в свой ансамбль, из которого только что ушёл бас-гитарист (Вадим «Боча» Падалян, будущий партнёр Михея по дуэту «Точка замерзания»). Руководитель ансамбля, послушав Брюса, сказал, что сделает из него приличного бас-гитариста.
В 1989 году после армии Эльбрус поступил на джазовое отделение Донецкого музыкального училища по классу бас-гитары и контрабаса, которое успешно окончил в 1994 году. В 1990 году устроился на работу пожарным, чтобы не попасть под статью за «тунеядство».
В сентябре 1994 года Брюс по приглашению своего земляка, Михея, приехал в Москву, где познакомился с Владом Валовым и сразу же вошёл в состав группы Bad Balance как бас-гитарист. Сначала Эльбрус жил у одного знакомого, а после вместе с Михеем снимал одну квартиру на двоих, именно там они и придумали проект «Михей и Джуманджи» в 1997 году:
C Михеем в плане сочинительства у нас моментально случился контакт. Под его талантливые мелодии, используя весь свой прошлый багаж, полученный во время учёбы и игры во всяких джазовых проектах, я подкладывал интересные гармонии. У нас на кухне стояли две вертушки, магнитофон Sharp, иногда брали на время у Павлова портостудию, ну, конечно, ещё гитара, бас-гитара, контрабас. Вот так собственно Джуманджи и начинались. Мы всё записывали, накладывали всякие партии, экспериментировали…
Таким образом они записали альбом «Сука любовь». В 1998 году Эльбрус и Михей целый год предлагали одноимённую песню многим радиостанциям, но никто её не брал. Однажды они выступили перед музыкантами фестиваля «Maxidrom», когда те пришли отдыхать в один из клубов. К ним сразу же подошла девушка из радио «Максимум» и попросила запись. Успеху песни «Сука любовь» серьёзно помогла радиоведущая «Шызгара-шоу» на «Нашем Радио», Оля Максимова, которая принесла эту песню на радио. Она преподнесла её программному директору радио «Максимум» и песню взяли в ротацию радио «Максимум».
Это моя гордость. Здесь я сыграла большую роль в раскрутке этого парня. Однажды я услышала его в клубе и подумала: «Какой чувак пропадает». И принесла кассету на радио, после чего «Суку-любовь» поставили в ротацию.
С 1994 по 1998 год Эльбрус Черкезов работал в студии «Gala Records» в качестве сессионного музыканта, в результате чего принял участие в записи альбома «Наркологический университет миллионов» рок-группы «Сектор Газа», а также одноимённого альбома рок-группы «Лезвие».
В 1999 году Mr. Bruce создал группу «AlkoFunk», солистом которой являлся «Звонкий» из группы «Дерево жизни». Группа входила в состав хип-хоп-объединения «Bad B. Альянс» с 1999 по 2001 год. Песни группы были выпущены в сборниках «Hip-Hop Info».
С 1999 по 2001 год Брюс принимал участие в записи двух альбомов проекта «ДеЦл»: «Кто ты?» (2000) и «Уличный боец» (2001). Его гитара в песне «Вечеринка у ДеЦла» также использовалась в видеоролике рекламной кампании Pepsi «Пепси, пейджер, MTV» (2000).
В 2000 году Брюс ушёл из команды «Михей и Джуманджи», поскольку «Михей» не вписал его в контракт. В этот момент Mr. Bruce начал записывать сольный альбом. Его первые песни вышли в сборниках «Голос улиц» лейбла «Монолит Рекордс»: «Светлая музыка» (1999) и «Эфиопия» (2000). В 2001 году Брюс стал продюсером сборников «R’n’B для любви», в которых вышли его новые песни: «Играю джаз» (2001) и «Для тебя» (2002).
5 января 2000 года Брюс в составе группы Bad Balance отправился в Нью-Йорк в студию «East-West Studio» для записи нового альбома «Каменный лес». В Нью-Йорке было записано 11 треков. Все тексты и вся музыка для нового альбома были записаны в Москве ещё до отъезда в Америку. В 2015 году группа Bad Balance (Шеff, Брюс и Игорь «Малой» Резниченко) рассказала о записи альбома «Каменный лес» в США в документальном фильме «История Bad B. часть #3. Глава Вторая».
13 января 2004 года лейбл 100Pro выпустил дебютный сольный альбом Мистера Брюса под названием «Мир Джуманджи», выдержанный в стиле джаз-хоп. Всю музыку и тексты для альбома написал сам Брюс. В записи альбома приняли участие Мастер Шеff, Al Solo, Купер, а также присутствуют вокалы от Виолы, Михея, Ирины «Шмель» Мининой и Тэоны. Дистрибуцией альбома занималась фирма грамзаписи «Студия Монолит».
В 2003 году Эльбрус Черкезов был приглашён в качестве музыкального продюсера для реалити-шоу «Народный артист» на телеканале «Россия». В ноябре 2004 года Эльбрус Черкезов был приглашён Михаилом Козыревым в качестве музыкального продюсера для новогодних программ «Неголубой огонёк» на телеканале РЕН ТВ и «Первая ночь с Олегом Меньшиковым» на НТВ.
В 2005 году Mr. Bruce принял участие в записи саундтрека к фильму «Последний уик-энд».
В 2006 году Эльбрус создал клубный проект — команду «AlkoFunk», а также коллектив «Che», который играет этническую музыку, наложенную на хип-хоповую ритмику, в котором «Брюс» играет на Азербайджанских народных инструментах: бас-гитара, саз, тар, дудук, этническая флейта, труба, перкуссия, гитара.
В 2007 году Брюс, как один из основоположников проекта Джуманджи, решил возродить его, собрав музыкантов. Команда получила название «Jumangee и Кo» и начала работать над записью нового альбома, но альбом так и не был выпущен.
В 2007 году Mr. Bruce выступил на втором международном фестивале бас-гитаристов «BazzDay-2007», который состоялся 27-28 апреля.
В 2007 году Mr. Bruce принял участие в записи альбома «Я буду ждать тебя всегда» супруги Олега Митволя, Милы Митволь.
В 2010 году Эльбрус Черкезов дал интервью в программе «Монологи» на донецком телеканале «Юнион», в котором рассказал о записи альбома «Город джунглей» группы Bad Balance в 1997 году:
Альбом «Город джунглей» мы записали максимум за неделю. Нам дали три недели на запись трёх песен и сказали: «Вот запишите, а мы послушаем». А мы понимали, что большего времени нам могут потом и не дать, и поэтому напряглись и напрягли всех режиссёров, которые с нами работали, и записали за неделю весь альбом. Сплошняком без всяких дублей.
В 2010 году Mr. Bruce вошёл в состав группы «Йена», в которой играл на бас-гитаре. Летом 2010 года состоялась премьера клипа «Open Air», в съёмках которого приняла участие спортсменка и телеведущая Ляйсан Утяшева. Летом 2010 года был выпущен видеоклип на песню «Цветок» для саундтрека к фильму «Цветок дьявола». В 2011 году Митя Фомин снял для «Йены» видеоклип на композицию «Эксбой», выступив в роли режиссёра.
В 2014 году Mr. Bruce написал музыку для песни «Тапочки» бывшего руководителя аппарата Минобороны, Евгении Васильевой. В основу песни лёг эпизод обыска у Васильевой, в процессе которого, как сообщали СМИ, была обнаружена домашняя обувь экс-министра обороны России, Анатолия Сердюкова. Вскоре после выхода видеоклипа на эту песню Васильеву обвинили в плагиате. Российская фотомодель Елизавета Устюгова заявила, что ещё четыре года назад она спела эту песню вместе с музыкантом Эль-Брюсом Черкезовым. Черкезов заявил, что не понимает, откуда взялись претензии модели. По его словам, он познакомился с Устюговой в интернете и начал работать с нею, но «это никуда не пошло и всё остановилось». По словам Черкезова, он подарил своё сочинение Васильевой:
Автор музыки — я, автор текста — Васильева. За эту песню мне никто не платил. Если бы я песню продал, то, конечно, Васильевой не передал. Сейчас Устюгова клевету разносит, PR какой-то делает. Со своей музыкой что хочу, то и делаю. Я с ней хотел развивать проект, попробовал с ней эту песню. Но она её не очень хорошо спела, мне не понравилось. Композиция у меня пролежала несколько лет, я предложил её Васильевой. Ей понравилось, мы сделали песню.
Черкезов дал интервью по поводу произошедшего на передаче «Прямой эфир» на телеканале «Россия-1» и на передаче «Центральное телевидение» на телеканале НТВ.
В 2017 году Эльбрус Черкезов вошёл в состав творческого объединения «Санкт-Петербург». Группа записала песню «Родина футбола» в ответ на трек Робби Уильямса «Party like a Russian». C этой песней группа выступила на фестивале «Белые ночи Санкт-Петербурга» 10 июля 2017 года, а также на церемонии вручения премии «Золотой граммофон» 12 ноября 2017 года.
В 2018 году Mr. Bruce выпустил второй сольный альбом «50\50» на лейбле 100Pro. Всю музыку для альбома написал сам Брюс.
С 2018 года Mr. Bruce возглавляет группу русских музыкантов, которые выступают вместе с Леной Катиной, экс-солисткой поп-группы «Тату», в международном сольном проекте Lena Katina.
23 ноября 2019 года Mr. Bruce принял участие в юбилейном концерте группы Bad Balance, посвящённом 30-летию группы.
1 декабря 2021 года Mr. Bruce выпустил третий сольный альбом «Funky House Style» на лейбле 100Pro. Материал создан в стиле фанки-хаус, состоит из тринадцати треков и содержит три акапеллы рэп-группы Bad Balance.
В 2021 году Mr. Bruce объединился с диджеем Топором (Кирилл Попов) и барабанщиком Сергеем Батраковым в спецпроект канала Drummers Plus «Groove Karaoke Mihey Special» («Грув Караоке Михей Спешл»), в рамках которого записал восемь музыкальных вариаций на тему хитов Bad Balance и Михея: «Па-Ба-Пап (Интро)», «Сука любовь», «Всё будет хорошо», «Город джунглей #1», «Светлая музыка», «Город джунглей #2», «Импровизация» и «Мама». Помимо этого дал интервью для проекта Drummers Plus (ведущий: Виталий Бородин).
В 2022 году к проекту присоединился трубач Павел Аксёнов и квартет стал называться «#МихейТрибьют». Весной Сергей «B-Yog (OBC)» Кузьменко снял видеоклип на композицию «Мамама» для трибьюта Михею. 20 января 2023 года вышел видеоклип на интерпретацию песни «Сука любовь» (кинооператор: Дмитрий Коваленко, монтаж: Кирилл Попов). 14 декабря 2023 года вышел видеоклип на песню «Пульс стучит» (монтаж: Кирилл Попов), главную роль в котором исполнил танцор Илья «Пинчер» Грылёв.
Ежегодно, начиная с 2003 года, Mr. Bruce принимает участие в ежегодном благотворительном вечере памяти солиста группы «Михей и Джуманджи», Сергея Крутикова.

## Чарты и ротации
С 2005 года в ротации нескольких радиостанций оказались три песни R&B-певицы «Ёлки», автором музыки к которым является Mr. Bruce: «Девочка в Пежо» (2005), «Две розы» (2005) и «Рассвет» (2006).
С 2005 года в ротации нескольких радиостанций оказались семь песен группы «Игра слов», автором музыки к которым является Mr. Bruce: «Алина Кабаева» (2005), «Властелин колец» (2005), «На банане» (2006), «Катерки» (feat. Vengerov & Fedoroff) (2007), «Сарафанное радио» (2007), «Я тобою любуюсь» (2008) и «Захотим — Победим!» (2008).

## Награды и номинации
- В 2000 году видеоклип ДеЦла на песню «Вечеринка», в которой Брюс сыграл на гитаре и бас-гитаре, заработал приз зрительских симпатий в номинации «International Viewer’s Choice» на церемонии вручения наград за достижения в индустрии производства видеоклипов «MTV Video Music Awards 2000», которая прошла на сцене нью-йоркского Radio City Music Hall 7 сентября 2000 года[59].
- В 2001 году видеоклипы ДеЦла на песни «Вечеринка», «Кровь моя, кровь» и «Надежда на завтра», в которых Брюс сыграл на гитаре и бас-гитаре, стали лауреатами в номинации «Хит-парад-20» на первой церемонии вручения премии национального музыкального канала «Муз-ТВ», которая состоялась в развлекательном комплексе «Метелица» 15 февраля 2001 года. Награды вручались тем артистам и коллективам, чьи клипы в 2000 году хотя бы единожды занимали верхнюю строчку «Хит-парада-20»[60].
- В 2003 году Mr. Bruce стал обладателем награды «Лучший бас-гитарист 2003 года» по версии журнала «100 %»[8].
- В 2005 году Эльбрус Черкезов стал лауреатом фестиваля «Песня Года» как автор музыки к песне «Девочка в маленьком Пежо» R&B-певицы Ёлки[61][62].
- В 2006 году Эльбрус Черкезов стал лауреатом фестиваля «Песня Года» как автор музыки к песне «Алина Кабаева» группы «Игра слов»[61][63].
- В 2011 году Эльбрус Черкезов получил диплом за успешное выступление на I Международном джазовом фестивале молодых исполнителей «Gnesin-Jazz» в составе вокального ансамбля «Da Voicez» (Рада Покаржевская, Тамара Дельсаль, Ангелина Буликбаева, Дарья Берёзкина, Эльбрус Черкезов, Михаил Долгов)[64].
- В 2014 году группа «Йена», в состав которой входит Эльбрус Черкезов, победила в номинации «Лучший pop rock» на премии «Реальная премия MusicBox»[65].
- В 2018 году группа «Санкт-Петербург», в состав которой входит Эльбрус Черкезов, была номинирована в номинации «Лучший рок — проект» на «Премии RU.TV 2018»[66].

## Личная жизнь
В 2011 году Эльбрус Черкезов познакомился с диджеем Джинной Диарра, с которой у них родилась дочь Доминика (род. 2 октября 2012 года).

## Дискография

### Студийные альбомы
- 2004 — «Мир Джуманджи» (100Pro)
- 2018 — «50\50» (100Pro)
- 2021 — «Funky House Style» (100Pro)

### Бас-гитара
- 1997 — «Лезвие» (одноимённый альбом рок-группы «Лезвие»)
- 1997 — «Опять сегодня», «Кусок», «Новогодняя песня», «Похмел», «Любовь раскумаренная», «Звёздная болезнь» («Сектор Газа» — альбом «Наркологический университет миллионов»)
- 1997 — «Имя защищено», «Чисто про…», «Дорога домой», «Городская тоска», «Жабы», «Глина и камень», «Ангел-хранитель» (бас-гитара, гитара, контрабас для альбома Bad Balance — «Чисто про…»)
- 1999 — «Город джунглей» (бас-гитара для альбома Bad Balance)
- 1999 — «Сука любовь» (бас-гитара для альбома «Михей и Джуманджи»)
- 1999 — «АлкоФанк» (AlkoFunk) (сборник «Hip-Hop Info #6»)
- 2000 — «Глаз» (AlkoFunk) (сборник «Hip-Hop Info #7»)
- 2000 — «Вечеринка у ДеЦла», «Нужен только бит», «Принцесса», «Надежда на завтра», «Слёзы», «Чёрный змей», «Кровь моя кровь», «Мы отдыхаем», «Пятница» (бас-гитара и гитара для альбома ДеЦл — «Кто ты?»)
- 2000 — «Легальный бизне$$», «Всем всем», «Мелодия души», «Bad B. Альянс», «Мы хотим сегодня», «Рифмомафия» (Легальный бизне$$ — альбом «Рифмомафия»)
- 2000 — «Доктор…», «Мама», «Дай огня», «Звёзды», «Царица», «25 метров», «Питер — я твой» (Шеff — альбом «Имя Шеff»)
- 2001 — «Москва — New York» (+ гитара), «Каменный лес», «Я лечу», «Всё ровно», «Дон барон», «Казаки», «Питер — я твой» (+ гитара), «Чистое небо» (Bad Balance — альбом «Каменный лес»)
- 2001 — «В любви (Bad. B. Альянс)» (бас-гитара для альбома ДеЦл — «Уличный боец»)
- 2001 — «Новый мир» (бас-гитара и гитара для альбома Bad B. Альянса)
- 2001 — «Скажи мне, брат…» (Многоточие — альбом «Жизнь и свобода»)
- 2003 — «Стайлом погоняем» (Bad Balance — альбом «Мало-по-малу»)
- 2004 — «Городская тоска», «Как сон», «Светлая музыка», «Дорога домой», «Ангел-хранитель» (Bad Balance — сборник «Память о Михее»)
- 2006 — «Жизнь» (Лигалайз — альбом «XL»)
- 2011 — «Высота», «Безлимитные слова», «Море Москоу Сити», «В твоей тачке», «В отражении», «Транзит», «Ядовитый флоу», «В отеле Шератон», «Грязный партнёр», «Я покорю твой остров», «Сердце поёт» (Шеff — альбом «Премиум»)
- 2017 — «Пою я плохо» (Санкт-Петербург)
- 2017 — «Бывшая» (Санкт-Петербург)
- 2017 — «Родина футбола» (Санкт-Петербург)
- 2018 — «Gangsta Jazz» (бас-гитара для альбома Шеffа)

### Продюсирование
- 2002 — «Хип-хоп амиго» (N!ko) (сборник «Рэп на 100 %»)
- 2003 — «Вырезка из Плейбоя», «Мастер слога ломаного», «Бабы последнее дело», «Классика (Я готов целовать песок)», «Азовский фанк» (Мастер Шеff — альбом «Мастер слога ломаного»)
- 2003 — «Последний прыжок», «Курортный роман», «Не зови», «15 раз A’ More» («Белый шоколад» — альбом «Три Символа»)
- 2003 — «Слова сказаны тобой» (B&B), «На грани» (Face Control), «Танцы в стиле R&B» (Мини-Бикини), «Последний прыжок» (Белый шоколад), «Хочешь быть сумасшедшим» (Niko), «Ядерные ракеты» (Zummer) (сборник «Рэп на 100 %: Анапа Арт 2003»)
- 2003 — «Вырос не в траве», «Что хорошо, что плохо», «Сон», «Как бы ты поступил?», «Человек собаке друг», «Где ты, мама?», «Жорику хорошо» (Жорик — альбом «Уличная сказка»)
- 2003 — «Не плачь, моя мама» (музыка: Маста Lee, Mr. Bruce) («Голос Донбасса» — альбом «Сила чёрного пояса»)
- 2004 — «Понимаешь?!.» (аранжировка для альбома Виолы)
- 2004 — «Я тебя люблю» (Mini-Bikini) (сборник «Рэп на 100 % IV»)
- 2004 — «Москва» (Виола) (музыка: Mr. Bruce, Виола) (сборник «R&B Для Любви 3»)
- 2005 — «Девочка в Пежо», «Сука любовь», «Две розы», «Суета», «Две розы (Acoustic Version)» (Ёлка — альбом «Город обмана»)
- 2005 — «Грация», «Тачки — красотки», «Красотка — парижанка», «Рэп эмблема», «Оракул», «Путь каравана», «Рассвет» (Мастер Шеff — альбом «Грация»)
- 2005 — «Любила» (Столичный feat. Виола) (сборник «Hip-Hop Story Vol. 4»)
- 2005 — «Уволена» (Шмель) (сборник «RAP На 100 % № 6»)
- 2005 — «Нормальный пацан, воевал», «Я накрутил в голове целый фильм» (Mr. Bruce) (саундтрек к фильму «Последний уик-энд»)
- 2006 — «Я вернусь» (Купер — альбом «Йя»)
- 2006 — «Ангел-хранитель», «Рассвет» (Ёлка — альбом «Тени»)
- 2006 — «Алина Кабаева», «Властелин колец» и «Наедине с одиночеством» (Игра слов — альбом «Людям о людях»)
- 2007 — «На банане», «Мария Шарапова» и «Кутила» (Игра слов — альбом «Любите женщин»)
- 2008 — «Нас объединяет Джа» (ДецлЪ) (музыка: Brus (басист из группы Джуманджи)) (ДецлЪ — альбом «Mosvegas 2012»)
- 2009 — «Я тобою любуюсь», «Сарафанное радио», «Катерки» (feat. Vengerov & Fedoroff), «Коктейли», «Захотим — Победим!» и «Танцуй» (Игра слов — альбом «Каждый любит вSех»)
- 2009 — «Прыгай в тачку» (Тимати feat. Tom’n’Jerry) (Тимати — альбом «The Boss»)
- 2009 — «Slim Man» (Mr. Bruce feat. ДецлЪ aka Le-Truk)
- 2009 — «ЖЖ» (группа «Йена»)
- 2010 — «Ох, и отчего…» (Елизавета Устюгова)
- 2010 — «Цветок» (саундтрек «Цветок Дьявола») (группа «Йена»)
- 2010 — «Open Air» (группа «Йена»)
- 2010 — «Ништяк» (группа «Йена»)
- 2010 — «Туфли» (группа «Йена»)
- 2011 — «Эксбой» (группа «Йена»)
- 2011 — «Забудь» (группа «Йена»)
- 2012 — «Девочка типа тебя» (группа «Йена»)
- 2014 — «Тапочки» (Евгения Васильева)
- 2014 — «Ни за что» (Евгения Васильева)
- 2014 — «Суббота свобода» (группа «Йена»)
- 2014 — «Мне до неба» (группа «Йена»)
- 2015 — «Но пасаран» (OST «Легко ли быть молодым», ТНТ) (группа «Йена»)

## Видеоклипы
- 1996 — Bad Balance — «Городская тоска»
- 1997 — Bad Balance — «Как сон»
- 1999 — Bad Balance — «Adidas Streetball»
- 1999 — Михей и Джуманджи — «Сука любовь»
- 1999 — ДеЦл — «Пятница»
- 2000 — Легальный бизне$$ — «Мелодия моей души»
- 2000 — ДеЦл — «Слёзы»
- 2000 — ДеЦл — «Вечеринка»
- 2000 — ДеЦл — «Пепси, пейджер, MTV»
- 2000 — ДеЦл — «Кровь, моя кровь»
- 2000 — Bad B. Альянс — «Надежда на завтра»
- 2001 — Bad Balance — «Питер — я твой!»
- 2003 — Bad Balance — «Азовский фанк»
- 2003 — Bad Balance — «Тихо тают дни»
- 2003 — Виола — «Я тебя люблю»
- 2004 — Виола — «Понимаешь»
- 2005 — Ёлка — «Девочка в Пежо»
- 2005 — Игра слов — «Алина Кабаева»
- 2006 — Игра слов — «На банане»
- 2007 — Игра слов — «Катерки» (feat. Vengerov & Fedoroff)
- 2008 — Игра слов — «Я тобою любуюсь»
- 2010 — Йена — «Open Air»
- 2010 — Йена — «Цветок»
- 2011 — Йена — «Эксбой»
- 2014 — Йена — «Суббота свобода»
- 2014 — Евгения Васильева — «Тапочки»
- 2014 — Евгения Васильева — «Ни за что»
- 2015 — Йена — «Но пасаран» (OST «Легко ли быть молодым», ТНТ)